# Détermination du temps de séchage d'un marquage routier
L’essai de détermination du temps de séchage d'un produit de marquage routier est un essai routier, c'est-à-dire réalisé sur un site expérimental où les conditions réelles de l'environnement d'un marquage routier sont reconstituées, qui permet de déterminer le temps à partir duquel les véhicules peuvent rouler sur le marquage sans l’altérer. 
Cet indicateur est essentiel : certains chantiers, particulièrement ceux sous circulation nécessitent une remise en circulation rapide, et donc le recours à un marquage à séchage rapide. A contrario, les marquages réalisés hors circulation peuvent être réalisés avec des marquages à séchage lent.

## Descriptif de l’essai
L'essai consiste à faire rouler à 5 km/h sur un marquage longitudinal frais une roue chargée d'une masse de 200 kg ; on note le temps écoulé entre la fin du marquage et le moment où il n'apparaît plus de traces sur le pneu, celui-ci pouvant cependant laisser des traces sur le marquage.